# Karl Gutjahr (Politiker)

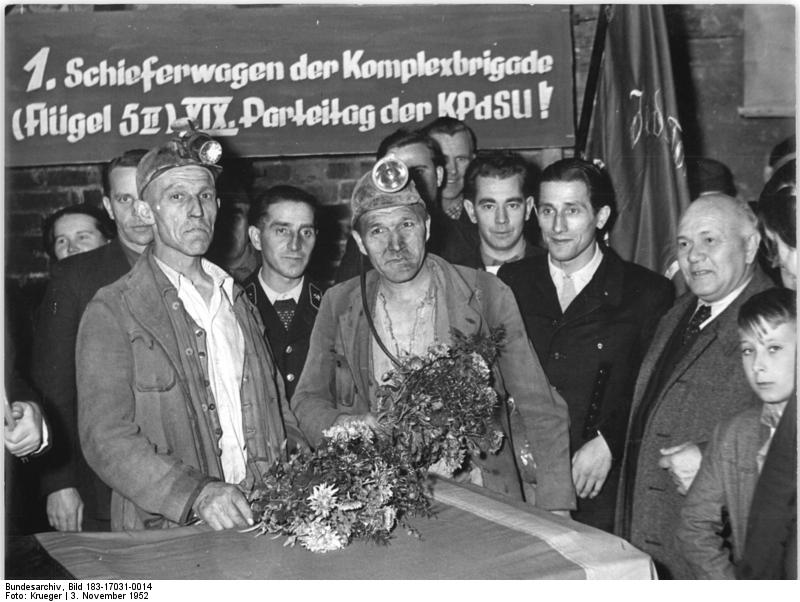
Karl Gutjahr (rechts), Hauptdirektor des Mansfeld-Kombinats von 1951 bis 1953, während einer Feierstunde im Otto-Brosowski-Schacht am 3. November 1952

Karl Gutjahr (* 13. November 1894 in Lützen; † 2. Dezember 1971 in Rostock) war ein deutscher Politiker (KPD, SED).

## Leben
Gutjahr besuchte die Volks- und Berufsschule. Er machte eine Lehre als Koch und Kellner und arbeitete im erlernten Beruf. 1913 bis 1918 war er Angehöriger der Fremdenlegion und wurde 1918 bis 1920 interniert. Nach der Rückkehr nach Deutschland war er Abraumarbeiter in Zeitz. 1921 wurde er Betriebsrat. 1928 bis 1933 war er Bezirkssekretär der KPD für den Halle-Saalkreis und Mitglied des Sekretariats der KPD Halle-Merseburg.
Nach der Machtergreifung der Nationalsozialisten leistete er 1933 illegale Parteiarbeit und war Instrukteur in Hamburg. Dort wurde er am 25. Juli 1933 in Fuhlsbüttel verhaftet und durch den Volksgerichtshof zu zwei Jahren Gefängnis verurteilt, die er in der Strafanstalt Tegel absaß. Danach wurde er bis zum 25. April 1939 im KZ Sachsenhausen festgehalten. Nach der Entlassung arbeitete er als Steinträger in Zeitz und leistete 1942 bis 1943 Kriegsdienst bei der Wehrmacht.
1945 wurde er Instrukteur des Zentralvorstandes der IG Bergbau und 1946 Hauptdirektor Bergbau der AG Brennstoffindustrie „Maslo“ Kombinat Prossen. 1948/49 war er Hauptabteilungsleiter Massenagitation und Mitglied des Sekretariats des SED-Landesverbandes Sachsen-Anhalt. 1950 studierte er an der Landesparteischule und wurde zum 1. Januar 1951 Hauptdirektor im VEB Mansfeld Kombinat „Wilhelm Pieck“.
In die Amtszeit von Gutjahr als Hauptdirektor des Mansfeld-Kombinats fiel auch der Aufstand vom 17. Juni 1953, so auch die Streiks und Demonstrationen der Mansfelder Berg- und Hüttenleute. Der Streikaufruf im Mansfelder Land ging von den Bergleuten des Otto-Brosowski-Schachts aus. In Lutherstadt Eisleben wurde am 17. Juni 1953 um 15:30 Uhr auf dem Markt der durch den sowjetischen Kommandanten verhängte Ausnahmezustand verkündet. Dennoch gingen die Demonstrationen weiter. Zwischen 17.00 und 18.00 Uhr stürmten die Aufständischen das Kreisgericht, die Oberschule, die SED-Kreisleitung Mansfeld-Kombinat, die Kreisleitung der FDJ und die Hauptverwaltung des Mansfeld-Kombinats. Dort verschafften einige Mansfeld-Arbeiter ihre Wut über die Werksleitung nicht nur mit Worten Luft. Im Zuge der Besetzung der Kombinatsleitung wurde Generaldirektor Karl Gutjahr auf die Straße gezerrt und verprügelt.
Das Amt des Hauptdirektors wurde 1953 aufgeteilt. Gutjahr blieb bis 1954 Hauptdirektor Hütten, 1953 wurde Fritz Bauersachs zum Hauptdirektor Bergbau ernannt. 1957 wurde Gutjahr Rentner. Er war zeitweise auch Vorsitzender des „Ständigen Ausschusses der Gesamtdeutschen Arbeiterkonferenzen“ in Rostock.
Sein Sohn, Karl Gutjahr junior (1928–1988), war von 1952 bis 1971 persönlicher Mitarbeiter für Landwirtschaftsfragen im Büro von Walter Ulbricht.

## Politik
Im August 1923 wurde er Mitglied der KPD. 1924 bis 1929 gehörte er dem Magistrat der Stadt Zeitz an und war dort ab 1924 Stadtrat. 1927 wurde er politischer Sekretär der KPD in Zeitz und Mitglied der Bezirksleitung Halle-Merseburg. 1929 war er Teilnehmer des 12. Reichsparteitags der KPD. Er gehörte ab 1929 dem Provinziallandtag der Provinz Sachsen an. Dieser wählte ihn im Januar 1930 in den Preußischen Staatsrat. Dem Staatsrat gehörte er bis zum April 1933 an. Nach der Zwangsvereinigung 1946 wurde er Mitglied der SED.